# Shaheen Air
Shaheen Air o Shaheen Air International como es conocida formalmente, fue una aerolínea privada que proporcionaba servicios de pasajeros, carga y chárter. Operaba a las principales ciudades de Pakistán y el Golfo Pérsico. Fue fundada en diciembre de 1993 y el 25 de octubre de 1994, alcanzó el estatus de 'Segunda Aerolínea Nacional de Pakistán', por parte del Gobierno de Pakistán. Su base de operaciones principal era el Aeropuerto Internacional de Jinnah (KHI), Karachi, con una base secundaria en el Aeropuerto Internacional Benazir Bhutto (ISB), Islamabad.
Además de operar a los principalmente destinos domésticos como Karachi, Lahore, Islamabad y Peshawar, Shaheen Air también operaba vuelos a Dubái, Abu Dhabi, Al Ain, Kuwait, Doha y Mascate desde los principales destinos de Pakistán.
Siguió siendo la segunda aerolínea más grande de Pakistán hasta su liquidación en 2018 debido a problemas financieros. En diciembre de 2018, los propietarios de la aerolínea, Kashif Mehmud Sehbai y Ehsan Khalid Sehbai, huyeron a Canadá para evitar el enjuiciamiento relacionado con la deuda. La aerolínea debía 361.36 mil millones a la Autoridad de Aviación Civil de Pakistán (CAA) y los salarios de sus empleados.

## Historia
La aerolínea fue fundada y comenzó a operar en diciembre de 1993. Fue fundada como un proyecto de la Shaheen Foundation, más tarde conocida como halcón peregrino dentro de la Fuerza Aérea de Pakistán. En octubre de 1994 fue designada como segunda aerolínea de Pakistán y en febrero de 1995 inició las operaciones internacionales, con un vuelo regular entre Peshawar y Dubái. Cuando la aerolínea inició sus operaciones contaba con una flota de aviones Tupolev Tu-154 alquilados que usaba en la mayoría de vuelos de cabotaje. 
En julio de 2002, la directiva fue totalmente reestructurada por TAWA International Inc. de Canadá. El nuevo director de Shaheen Air, Khalid M Sehbai, efectuó una inyección de fondos extranjeros en Shaheen Air con el objetivo de devolver a la aerolínea a sus éxitos del pasado. En noviembre de 2004, la aerolínea introdujo su primer Boeing 737-200 Advanced para su ruta principal de Karachi-Lahore-Karachi, que posibilitó dejar atrás su etapa de aeronaves de la Rusia Soviética. 
Durante 2005 la división de carga de la aerolínea también creció cuando firmó un acuerdo con la oficina de Correos de Pakistán y British Airways Cargo. Para su uso carguero, Shaheen Air Cargo adquirió un Il-76. El avión fue utilizado en la ruta Dubái-Karachi. Los dos vuelos iniciales del 3 y el 5 de enero transportaron en torno a 100 toneladas de carga de exportación que fueron entregadas en Dubái para su posterior transporte a Europa y Estados Unidos en vuelos de British Airways Cargo.
Cesó sus operaciones el 8 de octubre de 2018.

## Servicios
Shaheen Air operaba una flota de aviones Boeing 737-200 Adv así como un determinado número de aviones DC-9. Los Boeing 737 tienen una configuración de cabina basada en asientos de clase turista exclusivamente con una capacidad de 125 asientos.

## Operaciones de carga
Shaheen Air Cargo era una división de Shaheen Air International que fue fundada en 1993, poco después de la concepción de la aerolínea. Shaheen Air proporcionaba servicios especiales de envío de pequeñas cantidades de mercancía. Algunos de sus servicios ofrecidos eran: Carga perecedera, animales vivos, carga de alto valor, carga especial así como servicios de correo.

## Destinos
Shaheen Air International operaba a los siguientes destinos (en enero de 2010):
- Irán
  - Mashhad - Aeropuerto Internacional de Mashhad
- Kuwait
  - Aeropuerto Internacional de Kuwait
- Omán
  - Mascate - Aeropuerto Internacional de Mascate
- Pakistán
  - Islamabad - Aeropuerto Internacional Benazir Bhutto
  - Karachi - Aeropuerto Internacional Jinnah Hub
  - Lahore - Aeropuerto Internacional Allama Iqbal
  - Peshawar - Aeropuerto Internacional de Peshawar
  - Sialkot - Aeropuerto Internacional de Sialkot
- Catar
  - Doha - Aeropuerto Internacional de Doha
- Emiratos Árabes Unidos
  - Abu Dhabi - Aeropuerto Internacional de Abu Dhabi
  - Al Ain - Aeropuerto Internacional de Al Ain
  - Dubái - Aeropuerto Internacional de Dubái
  - Sharjah - Aeropuerto Internacional de Sharjah

### Antiguos destinos
- Pakistán - Faisalabad, Multan,[3] Quetta, Sukkur
- Reino Unido - Leeds/Bradford[4]

## Flota

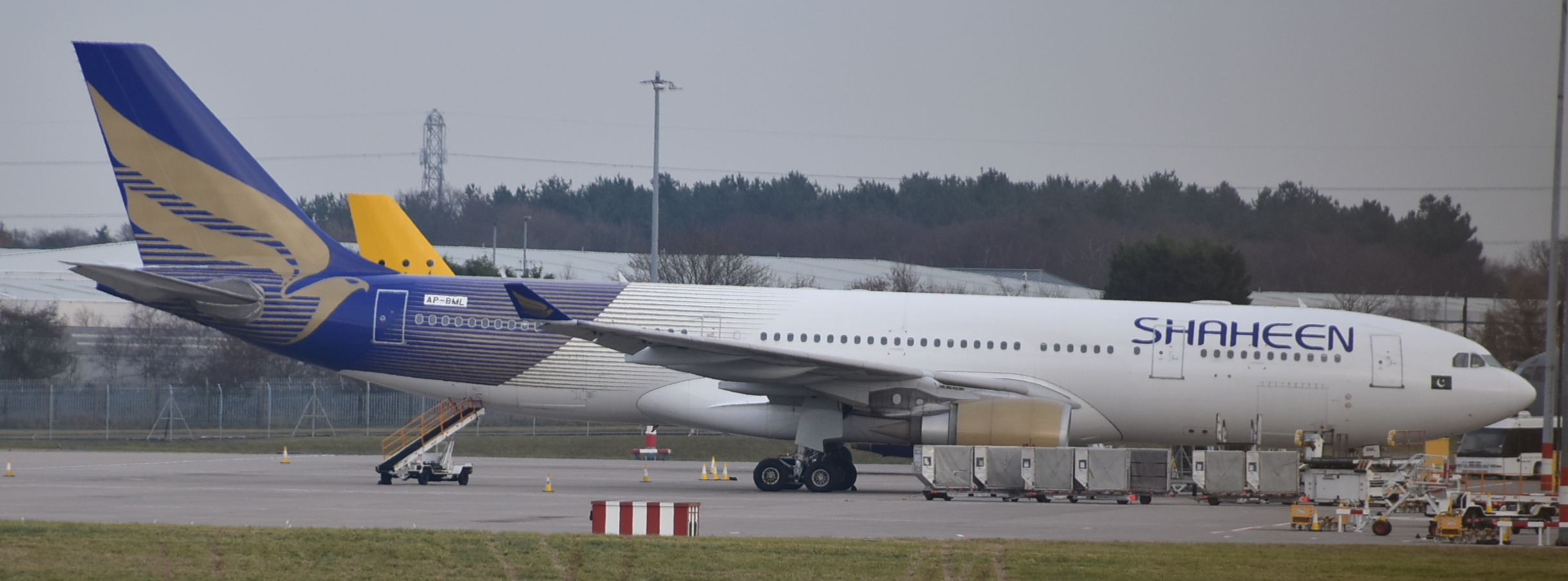
Airbus A330 de Shaheen

La flota de Shaheen Air International incluía las siguientes aeronaves (en diciembre de 2010):